# Claudii
Légende :
♦Patricien, ♦Plébéien, ♦Consulaire, ♦Sénatorial, ♦Équestre
Gens et Liste des gentes romaines
Les Claudii (au singulier: Claudius) sont les membres de la gens Claudia, l'une des plus anciennes et plus importantes familles romaines.

## Origines
Selon la tradition, les Claudii sont les descendants d'un Attus Clausus, un Sabin qui est en faveur de la paix avec Rome, une position alors impopulaire parmi son peuple qui le contraint à quitter Inregillum avec ses clients environ cinq ans après l’expulsion des rois, soit vers 504 av. J.-C. Ils sont accueillis à Rome, faits citoyens romains, admis parmi les familles patriciennes et des terres leur sont accordées,. Attus Clausus devient connu sous le nom romain d'Appius Claudius Sabinus et est fait sénateur.
Suétone rapporte une autre tradition sur l'origine des Claudii, en précisant qu’elle est moins connue des historiens romains : Attus Clausus aurait été appelé peu après la fondation de Rome par Titus Lartius, roi et collègue de Romulus. Cette tradition semble faire la confusion avec la création de la tribu Claudia sous le consulat de Titus Larcius Flavus (confondu avec le roi Titus Tatius) en 495 av. J.-C.. Elle peut aussi plus probablement correspondre au souhait des Claudii d'associer leur présence à Rome aux premiers temps de la cité : « par désir d'ennoblir leur origine en la faisant remonter le plus loin possible..., les Claudii sabins se sont rattachés aux premiers Sabins venus à Rome, c'est-à-dire aux compagnons légendaires de Titus Tatius. »
Après leur installation, les Claudii prospèrent rapidement et obtiennent de nombreuses magistratures pendant la République romaine : vingt-huit consulats, cinq dictatures, sept censures, ainsi que la célébration de six triomphes selon Suétone. Plusieurs femmes de la famille sont choisies comme vestales, dont la célèbre Claudia Quinta, qui permet le débarquement miraculeux à Ostie de la statue de Cybèle en 204 av. J.-C.. Une autre vestale Claudia est célèbre pour s'être interposée face à un tribun de la plèbe qui voulait empêcher son père de monter au Capitole sur son char de triomphe,.
Les Claudii disparaissent des fastes consulaires au début de l'Empire, en 68 apr. J.-C.

## Nominaetcognomina
Le nomen Clodius est une variante du nomen Claudius qui permet à certains membres de la gens patricienne de se détacher de ce statut et de la branche dont ils sont issus afin de revendiquer un statut plus proche des plébéiens. Claudia et Clodia sont les prénoms féminins issus de ces nomina.
Les principales branches patricienne de cette famille portent les cognomina Crassus, Nero, Pulcher, Sabinus et Centho.
Les principales branches plébéiennes portent les cognomina Marcellus et Canina.

## Membres sous la République

### Claudii patriciens

#### Branche desClaudii SabinietCrass(in)i
- Marcus Claudius, (v.-570 - ?)
  - Appius Claudius Sabinus Regillensis, (v.-540 - ap.-495), né Attius Clausus en Sabine, fondateur de la gens Claudia, consul en -495
    - Appius Claudius Crassinus Regillensis Sabinus, (v.-510 - ap.449), consul en -471 et -451, et président des deux collèges de décemvirs entre 451 et 449 av. J.-C., décédé en 449 av. J.-C.;
      - Appius Claudius Crassus Sabinus, (v.-480 - ap.-424), tribun consulaire en -424
        - Publius Claudius Crassus, (v.-440 - ?)
          - Appius Claudius Crassus Inregillensis (en), (v.-410 - -349), dictateur en 362 av. J.-C., consul en -349
            - Caius Claudius Crassus, (v.-380 - ap.-337), dictateur en 337 av. J.-C.
              - Appius Claudius Caecus, (v.-350 - ap.-280), censeur en 312 av. J.-C., consul en 307 et 296 av. J.-C. et peut-être dictateur en 285 av. J.-C.
                - Appius Claudius Russus, (v.-315 - ap.-268), consul en 268 av. J.-C.
                - → Claudii Pulchri
                - → Claudii Centhones
                - → Claudii Nerones

            - Appius Claudius;
              - Caius Claudius;
                - Appius Claudius Caudex, (v.-310 - ap.-264), consul en 264 av. J.-C.

      - Publius Claudius Crassus Inregillensis, (v.-475 - ?)
        - Appius Claudius Crassus Inregillensis Sabinus, (v.-445 - ap.-403), tribun consulaire en 403 av. J.-C.

    - Caius Claudius Sabinus Regillensis, (v.-505 - ap.-460), consul en 460 av. J.-C..

#### Branche desClaudii Centhones
- Caius Claudius Centho, (v. -285 - ap. -213), fils de Caecus, consul en 240, censeur en 225 et dictateur en 213 av. J.-C.
  - Caius Claudius Centho, (v. -245 - ap. -200), légat en -200;
    - Appius Claudius Centho, (v. -220 - ap. -154), Préteur en 175 av. J.-C.;
      - Caius Claudius Centho, (v. -190 - ap. -155), ambassadeur en -155;

#### Branche desClaudii Pulchri
- Publius Claudius Pulcher, (v.-290 - ap.-249), fils de Caecus, consul en 249 av. J.-C.
  - Appius Claudius Pulcher, (v.-255 - -211), consul en 212 av. J.-C.
    - Appius Claudius Pulcher, (v.-230 - ap.-173), consul en 185 av. J.-C.
      - ? Appius Claudius Pulcher, (v.-180 - ap.-130), consul suffect en 130 av. J.-C.
        - Quintus Claudius, (v.-145 - ap.v.-104);

    - Publius Claudius Pulcher, (v.-225 - ap.-181), consul en 184 av. J.-C.
    - Caius Claudius Pulcher, (v.-220 - -167), consul en 177 et censeur en 169 av. J.-C.
      - Appius Claudius Pulcher, (v.-185 - -130), consul en 143 et censeur en 136 av. J.-C.
        - Claudia, (-162 - -133), vestale;
        - Claudia, (v.-160 - ap.-143), épouse de Tiberius Sempronius Gracchus;
        - Claudia, (v.-155 - ?), épouse de Quintus Marcius Philippus;
        - Caius Claudius Pulcher, (v.-140 - ap.-92), consul en 92 av. J.-C.
          - Appius Claudius (Pulcher), (v.-110 - -82), tribun militaire en -87;
            - Marcus Livius Drusus Claudianus, (v.-90 - -42), préteur en -50, fils adoptif de Marcus Livius Drusus;
              - Livia Drusilla, (-58 - 29), épouse Tiberius Claudius Nero puis Auguste

        - Appius Claudius Pulcher, (v.-135 - -76), consul en 79 av. J.-C.
          - Appius Claudius Pulcher, (v.-105 - -48), consul en 54 et censeur en 50 av. J.-C.
          - Caius Claudius Pulcher, (v.-95 - ap.-53), préteur en 56 av. J.-C.
            - (Caius Claudius Pulcher), (v.-75 - ?);
            - Appius Claudius Pulcher, (v.-72 - ap.-27), consul en 38 av. J.-C.
              - Appia (Claudia), (v.-45 - ?), épouse de Caius Iunius Silanus;
              - Marcus Valerius Messalla Barbatus Appianus, (v.-45 - 3/-12), consul en -12, fils adoptif d'un Valerii Messalla;
                - Claudia Pulchra, (v.-15 - 26), épouse de Publius Quinctilius Varus;
                - Marcus Valerius Messalla Barbatus, (v.-12 - v.20);
                  - Valeria Messalina, (v.20 - 48), épouse de Claude

              - Claudia, (v.-40 - ?), épouse de Publius Sulpicius Quirinus;

          - Publius Clodius Pulcher, (-92 - -52), tribun de la plèbe en 58 av. J.-C., assassiné en 52 av. J.-C.
            - Publius Claudius Pulcher, (v.-62 - ap.-31);
              - ? Appius Claudius Pulcher, (v.-35 - ap.-2), triumvir monétaire vers -10;

  - Claudia Quinta, (v.-250 - ap.-204), vestale;

#### Branche desClaudii Nerones
- Tiberius Claudius Nero, (v.-300 - ?), fils de Caecus, mort jeune
  - Tiberius Claudius Nero, (v.-280 - ?), mort jeune
    - Caius Claudius Nero, (v.-260 - ap.-199), consul en 207 av. J.-C.
      - ? Tiberius Claudius Nero, (v.-225 - ap.-181), préteur en 181 av. J.-C.

  - Publius Claudius Nero, (v.-275 - ?), mort jeune
    - Tiberius Claudius Nero, (v.-250 - ap.-202), consul en 202 av. J.-C.
      - ? Tiberius Claudius Nero, (v.-220 - ap.-176), préteur en 178 av. J.-C.

    - Appius Claudius Nero, (v.-245 - ap.-188), préteur en 195 av. J.-C.
      - ? Tiberius Claudius Nero, (v.-205 - ap.-167), préteur en 167 av. J.-C.
        - ? (Claudius Nero), (v.-180 - ?)
          - ? Appius Claudius Nero, (v.-155 - ?)
            - Tiberius Claudius Nero, (v.-125 - ?)
              - Tiberius Claudius Nero, (v.-100 - ap.-67)
                - Tiberius Claudius Nero, (v.-78 - -33), préteur en 42 av. J.-C., épouse Livie
                  - Imp. Tiberius Iulius Caesar Augustus, (16/11/-42 - 16/3/37), empereur romain en 14, fils adoptif d'Auguste;
                    - Drusus Iulius Caesar, (7/10/-13 - 14/9/23), consul en 15 et en 21;
                      - Julia, (v.4 - 43), épouse de Nero Iulius Caesar puis de Rubellius Blandus;
                      - Tiberius Julius Caesar Nero Gemellus, (10/10/19 - 12/37), fils adoptif de Caius Caesar;
                      - Germanicus Caesar, (10/10/19 - 23);

                  - Nero Claudius Drusus, (14/1/-38 - 14/9/-9), consul en -9;
                    - Germanicus Iulius Caesar, (24/5/-15 - 10/10/19), consul en 12 et 18, fils adoptif de Tibère;
                      - Nero Iulius Caesar, (v.6 - 31), questeur en 26;
                      - Drusus Iulius Caesar, (v.7 - 33);
                      - Tiberius (Iulius Caesar), (v.8 - v.10)
                      - (Iulius Caesar), (v.10 - v.13)
                      - Caius (Iulius) Caesar, (11 - 12)
                      - Imp. Caius Caesar Augustus Germanicus, (31/8/12 - 24/1/41), empereur romain en 37;
                        - Julia Drusilla, (9/39 - 24/1/41)

                      - Julia Agrippina, (6/11/15 - 21/3/59), épouse de Domitius Ahenobarbus, puis de Crispus Passienus, puis de Claude;
                      - Julia Drusilla, (16/9/16 - 10/6/38), épouse de Cassius Longinus puis de Aemilius Lepidus;
                      - Julia Livilla, (18 - 42), épouse de Marcus Vinicius;

                    - Livilla, (v.-13 - 31), épouse de Caius Iulius Caesar puis de Drusus Iulius Caesar
                    - Imp. Tiberius Claudius Caesar Augustus Germanicus, empereur romain en 54;
                      - Claudius Drusus, (v.12 - v.27);
                      - Claudia Antonia, (v.28 - 66), épouse de Pompeius Magnus puis de Faustus Cornelius Sulla Felix;
                      - Claudia Octavia, (v.39 - 9/6/62), épouse de Néron;
                      - Tiberius Claudius Caesar Britannicus, (12/2/41 - 11/2/55);
                      - Nero Claudius Caesar Augustus Germanicus, (15/12/37 - 9/6/68), empereur romain en 54, fils adoptif de Claude.

### Claudii plébéiens

#### Branche desClaudii Marcelli
- Caius (Claudius), (v.-420 - ?);
  - Caius (Claudius), (v.-395 - ?);
    - ? Caius (Claudius), (v.-375 - ?);
      - Marcus (Claudius), (v.-350 - ?);
        - Caius Claudius Canina, (v.-325 - ap.-273), consul en -285 et -273;

    - Marcus Claudius Marcellus, (v.-370 - ap.-327), consul en 331 et dictateur en 327 av. J.-C.
      - Marcus Claudius Marcellus, (v.-330 - ap.-287), consul en 287 av. J.-C.
        - Marcus Claudius Marcellus, (v.-300 - ?);
          - Marcus Claudius Marcellus, (-270 - -208), consul en 222, 215, 214, 210 et 208 av. J.-C.;
            - Marcus Claudius Marcellus, (v.-235 - -177), consul en -196 et censeur en -189;
              - Marcus Claudius Marcellus, (v.-210 - -148), consul en -166, -155 et -152;
                - Marcus Claudius Marcellus, (v.-175 - ap.-137), préteur en -137;
                  - Marcus Claudius Marcellus, (v.-150 - ?)
                    - Marcus Claudius Marcellus, (v.-125 - ap.-91), édile curule en -91;
                      - Marcus Claudius Marcellus, (v.-94 - -45), consul en 51 av. J.-C.
                      - Caius Claudius Marcellus, (v.-92 - -49), consul en 49 av. J.-C.

                    - Caius Claudius Marcellus, (v.-120 - av.-44), préteur en -80;
                      - Caius Claudius Marcellus, (v.-93 - -40), consul en 50 av. J.-C.
                        - Claudia Marcella Major, (v.-43 - v.-5), épouse de Marcus Vipsanius Agrippa puis de Iullus Antonius;
                        - Marcus Claudius Marcellus, (-42 - -23), édile curule en -23;
                        - Claudia Marcella Minor, (1/-39 - ap.-12), épouse de Lepidus Paullus puis de Messalla Appianus;

                - ? (Caius Claudius Marcellus), (v.-170 - ?);
                  - Marcus Claudius Marcellus, (v-140 - ap.-81), préteur en -103;
                    - Marcus Claudius Marcellus Aeserninus, (v.-120 - ?);
                      - Marcus Claudius Marcellus Aeserninus, (v.-100 - ap.-70);
                        - Marcus Claudius Marcellus Aeserninus, (v.-75 - ap.-48), questeur en -48;
                          - Marcus Claudius Marcellus Aeserninus, (v.-55 - ap.-17), consul en -22;
                            - Marcus Claudius Marcellus Aeserninus, (v.-13 - ap.20), préteur en 19;
                              - ? Claudia Aesernina, (v.15 - ap.43), prêtresse de Livie;
                              - ? Marcus Asinius Marcellus, (v.20 - ap.61), consul en 54;
                                - ? Quintus Asinius Marcellus, (v.40 - ?)
                                  - Quintus Asinius Marcellus, (v.65 - ap.134), consul suffect vers 99;
                                    - Asinia Marcella;
                                    - Asinia Quadratilla, (v.95 - ap.150)

                                  - Marcus Asinius Marcellus, (v.70 - ap.104), consul suffect en 104;

                    - Publius Cornelius Lentulus Marcellinus, (v.-120 - ?), triumvir monétaire vers -101, adopté par un Publius Cornelius Lentulus;
                      - Voir les Cornelii

        - ? (Caius Claudius Marcellus), (v.-300 - ?)
          - ? Marcus (Claudius Marcellus), (v.-275 - ?);
            - ? Marcus Claudius Marcellus, (v.-250 - ap.-216), édile plébéien en -216
              - ? Marcus Claudius Marcellus, (v.-225 - -169), consul en 183 av. J.-C.

            - ? (Caius Claudius Marcellus), (v.-245 - ?);
              - ? Marcus Claudius Marcellus, (v.-220 - ap.-185), préteur en -185;

#### Autres branches
- Caius Claudius Hortator, maître de cavalerie en 337 av. J.-C.
- Caius Claudius Canina, consul en 285 et 273 av. J.-C.
- Marcus Claudius Glicia, affranchi de Publius Claudius Pulcher, dictateur éphémère en 249 av. J.-C.
- Caius Claudius, tribun militaire en 264 av. J.-C. placé sous les ordres du consul Appius Claudius Caudex lors de son intervention en Sicile pour soutenir les Mamertins contre Hiéron II de Syracuse. Il est envoyé en avant pour attaquer Messana[2].
- Marcus Claudius Clineas, légat en 236 av. J.-C. envoyé par le consul Caius Licinius Varus en Corse. Il établit un accord de paix allant à l'encontre des objectifs du consul qui conquiert l'île. Livré aux Corsi, ces derniers le restituent aux Romains qui l'emprisonnent ou le bannissent[3],[a 6].
- Quintus Claudius, tribun de la plèbe en 218 av. J.-C., soutient une loi qui limite la taille des navires de commerce qu'un sénateur ou fils de sénateur peut utiliser[4],[a 7].
- Tiberius Claudius Asellus, (v. -175 - ap. -139), tribun de la plèbe en -139;
- Caius Claudius Glaber, (v.-110 - -73?), préteur en -73;
- Quintus Claudius Quadrigarius, historien du début du Ier siècle av. J.-C.

## Sous l'Empire
Les Claudii accèdent au titre impérial au début du Ier siècle en la personne de Tibère. La politique impériale consistant à accorder la citoyenneté romaine à de nombreux provinciaux permet la diffusion du gentilice Claudius dans tout l’Empire.

### Claudii d'Italie

#### Appii Claudii
- Appius Claudius Pulcher, (v.110 - ?), consul suffect;
  - ? Appius Claudius Martialis Silvius Iunius Silvinus, (v.140 - ap.166), légat en Thrace en 166/9.
    - ? Appius Claudius Lateranus, (v.165/70 - ?), Quindecemvir, consul suffect;
    - ? Appius Claudius Iulianus, (v.170 - ap.224), consul II en 224, Préfet de Rome;
      - Claudia Sabinilla;
      - ? (Appius Claudius), (v.195 - ?);
        - ? Appius Claudius Cerv(onius) Quintianus, (v.220/30 - ?);
          - ? (Appius Claudius), (v.265 - ?);
            - ? (Appius Claudius), (v.300 -?);
              - ? Appius Claudius Tarronius Dexter, (v.335 - ?)[b 1];
                - ? (Appius Dexter), (v.365 - ?);
                  - ? Appius Nicomachus Dexter, (v.390 - ap.432), consul en 432[b 2];

        - ? Claudia Cervonia;

    - ? (Claudia), épouse un (Flavius Antonius)?;
      - ? Flavia Antonia (Pol)ynic(e Iun)ia Casta Si(lvi)nilla, (v.195 - ap.204)

  - ? (Claudia) ? épouse un Clodius;
    - ? (Clodia) Casta Pulchra, tante ou cousine de Maxime Pupien[5];

#### Claudii deVérone
Les Claudii Augustani sont inscrits dans la Tribu Quirina.
- Tiberius (Claudius), (v. 20 - ?);
  - Tiberius Claudius Augustanus, (v. 45 - ?);
    - (Tiberius Claudius Augustanus Alpinus) Bellicius Sollers, (v. 65 - 120/3), consul suffect vers 110;
      - (Lucius Bellicius) Marcellus Claudius (Sollers), (v. 90 - ?);
        - ? (Claudia), (v. 115 - ?), épouse de Publius Cassius Secundus;
        - ? (Claudia), (v. 120 - ?), épouse de Quintus Pompeius Senecio Sosius Priscus;

#### Autres
- Claudius Aelianus, (v.175 - v.235), dit Claude Élien, historien et orateur romain;

- (Marcus Claudius Tacitus), (v.180 - ?);
  - Marcus Claudius Tacitus, (v.200 - 6/276), Augustus en 275;

### Claudii d'Achaie
- Tiberius Claudius, (v.125 - ?);
  - ? (Tiberius Claudius Bassus) Hannibalianus, (v.155 - ?);
    - ? Claudius Capitolinus Bassus, (v.175 - ?), proconsul d'Asie;
      - Claudia Capitolina, (v.195 - ?), épouse de Titus Flavius Stasikles Metrophanes;

    - ? Tiberius Claudius Marathonios, (v.180 - ?), consul suffect;
    - ? (Tiberius Claudius) Hannibalianus, (v.180 - ?), consul suffect;

#### Claudii deCos
- Tiberius Claudius Philinus, (v.-5 - ap.41/54);

#### Claudii deMessène
Les Claudii Saethida sont inscrits dans la Tribu Quirina.
- Nikeratos, (v. -30 - ap. v. 1), notable Méssénien;
  - Tiberius Claudius Theo, (v. 5 - ?), notable Méssenien;
    - (Tiberius) Claudius Saethida, (v. 30 - ap. 55), philocaesar;
      - ? (Tiberius) Claudius Hostlius Caelianus, (v. 60 - ?), notable Méssenien;
        - Tiberius Claudius Saethida Caelianus, (v. 85 ap. v. 145), helladarque, sacerdos Augustii;
          - Tiberius Claudius Frontinus, (v. 110 - ap. v. 150), consul suffect;
            - Tiberius Claudius Frontinus, (v. 135 - ap. 174/5), préteur;
              - Tiberius Claudius Saethida Cethegus Frontinus, (v. 165 - ap. v. 200), tribun de légion[b 3];
              - ? Claudia Cethegilla, (v. 165 - ?);

            - Tiberius Claudius Frontinus Niceratus, (v.135 - ap.166), édile curule, préteur;
            - Tiberius Claudius Saethida Caelianus, (v. 135/40 - ap. 161/9), légat de la legio XI Claudia[b 4],[b 5],[b 6]

#### Claudiid'Athènes

##### Claudii Herodes
Les Claudii Herodes sont originaires d'Athènes, ils sont inscrit dans la tribu Quirina.
- Eukles, (v.-40 - ?), notable athénien;
  - Tiberius Claudius Eukles, (v.-5 - ap.54), archonte, prêtre de l'impératrice[8];
  - Tiberius Claudius Herodes, (v.-5/1 - ap.54), prêtre des empereurs sous Néron;
    - Tiberius Claudius Hipparchus, (v.30 - ap. v.95), prêtre des empereurs;
      - Claudia Athenais, (v.60 - ap.80), épouse de Publius Vibullius Rufus;
      - Claudia Alcia, (v.62 - ?)
      - Tiberius Claudius Atticus Herodes, (v.65 - 138/9), consul suffect vers 132;
        - Claudia Tisamenis, épouse d'Aristokratès, un notable spartiate;
        - Lucius Vibullius Hipparchus Tiberius Claudius Atticus Herodes, (v.101 - 177/9), consul en 143;
          - Appia Annia Klaudia Atilia Regilla Elpinice Agrippina Atria Polla, (v.143 -v.167)
          - Marcia Annia Claudia Alcia Athenais Gavidia Latiara, (144 - v.160), épouse de Lucius Vibullius Rufus, notable corinthien;
          - Tiberius Claudius Herodes Lucius Vibullius Regillus, (v.146 - v.155)
          - Tiberius Claudius Appius Atilius Bradua Regillus Atticus, (v.152 - ap.185), consul en 185;
            - ? Tiberius Claudius Atticus
            - ? Klaudia Regilla, épouse de Marcus Antonius Antius Lupus, préteur vers 190;

##### Claudii Lysiades
- Tiberius Claudius L(ysiades), (v.-25 - ap.41);
  - Tiberius Claudius Leonides, (v.1/5 - v.20/5);
  - ? Tiberius Claudius Lysiades, (v.5 - ap.48/54), archonte sous Claude;
    - ? Tiberius Claudius Leonides, (v.40 - v.110), dadouque;
      - Tiberius Claudius Lysiades, (v.70 - ap.117), dadouque sous Hadrien;
      - ? Tiberius Claudius Patron, (v.75 - ?)
        - Tiberius Claudius Lysiades, (v.100 - ap.v.130), archonte vers 125/35.
          - Tiberius Claudius Sospis, (v.110 - av.152), dadouque;
            - Tiberius Claudius Demostratos, (v.140 - ap.181), archonte;
              - Claudia Praxagora, (v.160/5 - ?), épouse de Lucius Gellius Xenagoras;
              - Tiberius Claudius Philippus, (v.160/5 - ap.194), archonte, dadouque;
                - Claudia Menandra, (v.180/5 - ?), épouse Cassianus Apollonios;
                - Claudia Themistokleia, (v.195 - ?);

              - ? Claudia Aristonike

            - Tiberius Claudius Lysiades, (v.145 - ap.180), archiereus;
              - ? Tiberius Claudius Sospis, (v.165 - ap.198), prêtre;
                - ? (Claudia), (v.200 - ?), épouse de Stat(ius);
                - ? (Claudius)?;
                  - ? (Claudius S)ospis, héryx vers 240;
                  - ? Claudius Philippos, héryx vers 240;

            - Tiberius Claudius Leonides, (v.145/50 - ap.192), archonte;
            - Claudia Philippe, (v.140/50 - ?), épouse d'Asclépiades;

          - (Claudia) Aelia Cephisodora, (v.120 - ap.177), épouse de Iulius Theodotos;

      - Tiberius Claudius Themistokles, (v.75/80 - ?);
        - Claudius Themistokles, (v.100 - ?);
          - Claudius Aelius Praxagoras, (v.120/5 - v.191), dadouque;
            - Aelia Philiste, (v.145 - ?), épouse son cousin Tiberius Claudius Themostratos;

          - ? (Claudia), (v.130 - ?), épouse de Claudius Frontonianus;

    - ? Tiberius Claudius Patron, (v.45 - ?);
      - Claudia Philoxena, (v.80 - ?), épouse son cousin Tiberius Claudius Patron[9];

### Claudii d'Asie

#### Claudii Iuliani
- Tiberius Claudius Iulianus, (v.65 - ap.104), magistrat à Ephèse;
  - Tiberius (Claudius Iulianus), (v.90 - ?);
    - Tiberius Claudius Julianus, (v.110 - ap.154), consul suffect en 154;

#### Claudii Cleobuli
- Tiberius Claudius Cleobulus, (v.145 - ap.196), Prytane;
  - Tiberius Claudius Cleobulus, (v.165 - v.213), consul suffect;
    - Claudia Acilia Priscilliana, (v.185 - ?), épouse de Lucius Valerius Messalla Apollinaris;
    - Claudius Acilius Cleobulus, (v.190 - ?);
      - Acilia Gabinia Frestana, (v.215 - ?);

    - Claudius Acilius Iulius;

#### Autres
- Claudius Galenus, (v.129 - v.201), dit Galien, médecin grec;

### Claudii de Cappadoce

#### Claudii Gordiani
Les Claudii Gordiani sont originaires de Tyane, ils sont inscrits dans la Tribu Quirina.
- (Claudius Gordianus), (v.95 - ?), épouse un sœur d'Hérode Atticus?;
  - ? (Claudia), (v.120/5 - ?), épouse de Titus Flavius Sempronius Aquila;
  - ? Tiberius (Claudius Gordianus), (v.125 - ?);
    - Tiberius Claudius Gordianus, (v.150 - ap.v.191/3), consul suffect, praefectus aerum Saturne[b 7],[b 8],[10];

### Claudii d'Égypte

#### Claudii deMendès
- Tiberius Claudius Thrasyllus, (v.-25 - 36);
  - Claudia Thrasylla, (v.1 - ?), épouse de Lucius Ennius;
  - Tiberius Claudius Balbilus, (3 - 79), Préfet d'Égypte de 55 à 59;
    - Claudia Capitolina, (v.50 - ?), épouse de Caius Iulius Epiphanes puis de Marcus Iunius Rufus;

#### Autres
- Claudius Ptolemaeus, dit Claude Ptolémée, astronome grec ;
- Claudius Claudianus, (v.370 - v.404), poète;

### Claudii deGalatie

#### Claudii Severi
Les Claudii Severi sont originaires de Pompeiopolis, dans la province de Galatie.
- Caius Claudius Severus, (v.70 - ap.112), consul suffect en 112;
  - Gnaeus Claudius Severus Arabianus, (v.105 - ap.176), consul en 146;
    - Gnaeus Claudius Severus, (v.132 - ap.173), consul II en 167;
      - Marcus Claudius Ummidius Quadratus Annianus Verus
      - Tiberius Claudius Severus Proculus, (v.167 - ap.207), consul en 200;
        - Annia Aurelia Faustina, (v.201 - ap.222), épouse Pomponius Bassus puis Héliogabale;
        - Cnaeus Claudius Severus, (v.202 - ap.235), consul en 235
        - ? (Annia Aurelia Cornificia), (v.210 - ?), épouse de Titus Flavius Archelaos.

### Claudii deSyrie

#### Claudii Pompeiani
Les Claudii Pompeiani sont originaires d'Antioche.
- Tiberius Claudius Quintianus, (v.100 - ?), chevalier romain;
  - Tiberius Claudius Pompeianus, (v.130 - v.194), consul II en 173;
    - Aurelius Commodus Pompeianus, (v.175 - 212), consul en 209;
      - Claudius Pompeianus, (v.198 - ap.235), consul en 231;
      - Lucius Tiberius Claudius Aurelius Quintianus, (v.202 - ap.235), consul en 235;

### Claudii de Gaule Narbonnaise

#### Claudii de Vienne
- ? Claudius, (v. 380 - v. 446), évêque de Vienne;
  - Mamertus, (v. 400 - v. 474), évêque de Vienne;
  - Mamertus Claudianus, (v. 405 - v. 473), prêtre à Vienne;
    - ? Aspina, religieuse;
    - ? Hesychius, (v. 425 - 494), comte, évêque de Vienne;
      - Alcimus Ecdicius Avitus, (v. 455 - 5/2/518), évêque de Vienne;
      - Apollinaris, (v. 460 - v. 535), évêque de Valence;
      - Euphrasia, (v. 460/5 - ?), épouse un (Marcellus?);
      - Fuscina, (v. 475 - ?), religieuse;

  - Ne, (v. 405 - ?), épouse un (Petreius?);

#### Autres
- Claudius Marius Victor, (v.385/95 - 425/50), rhéteur et poète de Massilia.

### Claudii de Germanie

#### ClaudiiBataves
- Claudius Labeo, (v.30 - ap.70), préfet de cavalerie (praefectus alae).

#### Claudii d'Augusta Treverorum
- (Claudius), (v.330 - ?);
  - Claudius Posthumus Dardanus, (v.360 - ap.417), Préfet du prétoire des Gaules en 402/3 et 412/3.;
    - des enfants;

  - Claudius Lepidus, (v.365 - ap.414)[b 9];

### Claudii deBretagne
- Tiberius Claudius Cogidubnus, (v.10 - ap.43), roi des Regnenses;
  - ? Claudia Rufina, (v.35 - ?), épouse d'Aulus Pudens;

#### Claudii Pacatiani
- Tiberius (Claudius Pacatianus), (v.160 - ?);
  - (Claudia), (v.185 - ?), épouse de Lucius Ovinius;
  - Tiberius Claudius Sollemnius Pacatianus, (v.190 - ap.225/35), légat d'Auguste propréteur;
    - ? Tiberius Claudius Marinus Pacatianus, (v.215 - 249), usurpateur en 249;

### Claudii deMoesie
- (Marcus Aurelius Claudius), (v.190 - ?);
  - Imp. Caesar Marcus Aurelius Claudius Augustus Gothicus, (14/5/214 - 8/270), Augustus en 268;
  - Imp. Caesar Marcus Aurelius Claudius Quintillus Augustus, (v.220 - 10/270), Augustus en 270;
    - N, (v.250 - ap.270);
    - N, (v.250 - ap.270);

### Autres
- Claudius Lysias, (v.20 - ap.58), Tribun militaire de la Forteresse Antonia[12].
- Tiberius Claudius Narcissus, (v.5 - 54), affranchie de l'empereur Claude;
- Tiberius Claudius Faustianus Theseus, (v. 1 - ap. 41/54), affranchie de l'empereur Claude, procurateur[b 10];
- Tiberius Claudius Livianus, (v.60 - ap.123), Préfet du prétoire de 101 à 112;
- Lucius Catilius Severus Iulianus Claudius Reginus, consul en 120 ;
- Caius Claudius Maximus, (v.99 - 161), consul suffect en 142;
- Tiberius Claudius Candidus, (v.150 - 198), consul suffect vers 196;
- Tiberius Claudius Potitus Sabinianus, tribun militaire de la Legio XXII Primigenia v.150[b 11];
- Claudius Claudianus, centurion de la Legio V Macedonica en 198/9[b 12];
- Titus Claudius Aurelius Aristobulus, (v.245 - ap.285), préfet du Prétoire, consul en 285;
- Flavius Claudius Constantinus Caesar, dit Constantin II, empereur romain de 337 à 340 ;
- Flavius Claudius Julianus, dit Julien, empereur romain de 361 à 363 ;
- Claudius Mamertinus, consul en 362 ;
- Sextus Claudius Petronius Probus, consul en 371 ;
- Flavius Claudius Antonius, consul en 382 ;
- Imperator Caesar Flavius Claudius Constantinus Augustus, dit Constantin III, empereur romain de 407 à 411 ;
- Claudius Iulius Eclesius Dynamius, consul en 488 ;